# ローリングサークル

ローリングサークル（英語: Rolling circle replication）とは通常の転写とは異なる様式でRNAを合成する反応のこと。この転写様式はウイロイドなどで確認されている。
通常の生物の転写は、DNAを鋳型として、RNAを合成する。このとき、一般的にプロモーター領域といわれる特殊な塩基配列が存在している。
しかし、ローリングサークル転写では、このようなプロモーターとなる塩基配列は存在しないにもかかわらず、真正細菌のRNAポリメラーゼが働くときの鋳型になる極めて特異な転写の形式をとっている。
また、ローリングサークル転写では、鋳型がサークル状（環状）であるため、条件が整っていれば、転写反応は終わることなく鋳型の相補鎖RNAをつくり続けると考えられる。